# Chalivoy-Milon
Chalivoy-Milon is een gemeente in het Franse departement Cher (regio Centre-Val de Loire) en telt 423 inwoners (2004). De plaats maakt deel uit van het arrondissement Saint-Amand-Montrond.

## Geografie
De oppervlakte van Chalivoy-Milon bedraagt 19,2 km², de bevolkingsdichtheid is 22,0 inwoners per km².
De onderstaande kaart toont de ligging van Chalivoy-Milon met de belangrijkste infrastructuur en aangrenzende gemeenten.

## Demografie
Onderstaande figuur toont het verloop van het inwonertal (bron: INSEE-tellingen).